# Distretto di Muye
Il distretto di Muye (牧野区S, MùyěP) è un distretto della Cina, situato nella provincia di Henan e amministrato dalla prefettura di Xinxiang.